# Thiobarbital
Le Thiobarbital est un barbiturique, analogue thiobarbiturique du barbital. De même que d'autres dérivés de l'acide barbiturique, il possède de puissantes propriétés sédatives.

## Synthèse

Synthèse du thiobarbital, :

Bien que le thiobarbital puisse être préparé suivant le schéma ci-contre, la réaction du barbital avec le pentasulfide de phosphore peut constituer une voie de synthèse alternative.